# Пептон
Пептон (англ. Peptone) — препарат, полученный из молока и мяса животных под действием протеолитических ферментов (если используется трипсин, то такой пептон называется триптон).
На начальных стадиях процесса переваривания белков под действием ферментов, например, пепсина образуются крупные белковые фрагменты, которые и называются пептонами. Кроме коротких пептидов, обычно пептоны содержат жиры, металлы, соли, витамины и много других органических и минеральных веществ.
Пептоны широко используются для создания питательной среды для выращивания бактерий и грибов.